# وسطية أهل السنة والجماعة
الوسيطة في اللغة العربية لها عدة معانٍ، منها «العدل»، و«النصف»، «وأعدل الشيء أوسطه ووسطه». وأمّا في الاصطلاح فهي: (العدالة والخير والتوسط بين الإفراط والتفريط).
ومن ذلك قوله: (إِنَّ في الْجَنَّةِ مِائَةَ دَرَجَةٍ أَعَدَّهَا الله لِلْمُجَاهِدِينَ في سَبِيلِ اللَّهِ ما بين الدَّرَجَتَيْنِ كما بين السَّمَاءِ وَالْأَرْضِ فإذا سَأَلْتُمُ اللَّهَ فَاسْأَلُوهُ الْفِرْدَوْسَ فإنه أَوْسَطُ الْجَنَّةِ وَأَعْلَى الْجَنَّةِ أُرَاهُ فَوْقَهُ عَرْشُ الرحمن وَمِنْهُ تَفَجَّرُ أَنْهَارُ الْجَنَّةِ) رواه البخاري. قال ابن حجر: (المراد بالأوسط هنا الأعدل والأفضل) وقال أبو بكر في حديث السقيفة عن قريش: (وَلَنْ يُعْرَفَ هذا الْأَمْرُ إلا لِهَذَا الْحَيِّ من قُرَيْشٍ هُمْ أَوْسَطُ الْعَرَبِ نَسَبًا وَدَارًا) رواه البخاري.

## مظاهر وسطيَّة أهل السُّنَّة والجماعة في العقيدة

### أولاً: وسطيَّتهم في باب أسماء الله وصفاته
فأهل السنة وسط في باب الأسماء والصفات بين أهل مقالتين باطلتين، مقالة من عطل الصفات وفي مقدمتهم الجهمية، ومقالة من يشبه الله - تعالى - بصفات المخلوقين كما هو طريق الممثلة؛ فالتعطيل باطل لأنه جحد ونفي لما أثبته الله لنفسه من صفات الكمال، والتشبيه باطل لأنَّه تمثيلٌ لله بالمخلوقات.
أما أهل السنة فلم ينفوا الأسماء والصفات عن الله - تعالى - ولم يشبهوا الله بالمخلوقات، فمنهجهم قائم على إثبات بلا تمثيل، وتنزيه بلا تعطيل، على حد قوله - تعالى -: ﴿فَاطِرُ السَّمَاوَاتِ وَالْأَرْضِ جَعَلَ لَكُمْ مِنْ أَنْفُسِكُمْ أَزْوَاجًا وَمِنَ الْأَنْعَامِ أَزْوَاجًا يَذْرَؤُكُمْ فِيهِ لَيْسَ كَمِثْلِهِ شَيْءٌ وَهُوَ السَّمِيعُ الْبَصِيرُ ۝١١﴾ [الشورى:11] فسلموا من الآفتين، ومضوا في سواء السبيل.
يقول عنهم شيخ الإسلام - رحمه الله:
«فهم في باب أسماء الله وآياته وصفاته وسطٌ بين أهل التعطيل الذين يُلحدون في أسماء الله وآياته ويُعطِّلون حقائق ما نعت الله له به، حتى يشبهوه بالعدم والموات، وبين أهل التمثيل الذي يضربون له الأمثال ويشبهونه بالمخلوقات. فيؤمن أهل السُّنَّة والجماعة بما وصَف الله به نفسه، وما وصَفه به رسوله، من غير تحريف ولا تعطيل، ومن غير تكييف وتمثيل».

### ثانياً: وسطيتهم في باب القدر
إنَّ أهل السُّنَّة وسط كذلك في باب القدر بين الجبرية؛ الذين يزعمون أنَّ العبد ليس له مشيئة، وأنَّه مجبور على فعله، ليس له فيه مشيئة ولا اختيار، فهو عندهم كالورقة في مهبِّ الريح، وإنما تُنسَب الأعمال إليه مجازًا، وإلا فالفاعل الحقيقي هو الله - تعالى.
وبين القدريَّة الذين لا يؤمنون بقُدرة الله الشاملة ومشيئته النافذة، ويقولون: إنَّ أفعال العباد ليست داخلةً تحت القضاء والقدر، فالله عندهم لا يُقدِّر على العباد أفعالهم، وليست لمشيئته تعلُّقٌ بها، فلا يهدي الله ضالاًّ، ولا يضلُّ مهتديًا، وإنما العبادُ هم المحدثون لأفعالهم الخالقون لها.
أمَّا أهل السُّنَّة فتوسَّطوا في هذا الباب بين هذين الباطلين؛ حيت يعتقدون أنَّ للعبد مشيئةً واختيارًا، وأنَّه الفاعل الحقيقي لأفعاله، وأنَّ مشيئته تحت مشيئة الله تعالى - كما قال - تعالى ﴿وَمَا تَشَاءُونَ إِلَّا أَنْ يَشَاءَ اللَّهُ رَبُّ الْعَالَمِينَ ۝٢٩﴾ [التكوير:29]
فقوله تعالى في الآية: ﴿ لِمَنْ شَاءَ مِنْكُمْ أَنْ يَسْتَقِيمَ ﴾ ردٌّ على الجبرية نفاه مشيئة العبد، وقوله تعالى: ﴿ وَمَا تَشَاؤونَ إِلاَّ أَنْ يَشَاءَ اللَّهُ رَبُّ الْعَالَمِينَ ﴾ رد على القدرية نفاه مشيئة الربِّ. فالوسط قول أهل السُّنَّة الذين يُثبِتون للعبد المشيئة، ويجعلونها تحت مشيئة الله – تعالى.

### ثالثاً: وسطيتهم في باب الوعد والوعيد
إنَّ أهل السُّنَّة والجماعة وسطٌ كذلك في باب الوعد والوعيد بين المرجئة والوعيديَّة من الخوارج وغيرهم. فالمرجئة أعمَلُوا نصوص الوعد وأهملوا نصوص الوعيد، والوعيدية أعملوا نصوص الوعيد وأهملوا نصوص الوعد، أمَّا أهل السُّنَّة فوسطٌ بين هؤلاء وهؤلاء؛ فأعموا نصوصَ الوعد والوعيد، فلم يُهملوا الوعيد إهمالَ المرجئة، ولم يهملوا الوعدَ إهمالَ الوعيديَّة، بل جمعوا بينهما، وتعبَّدوا الله بهما، وهذا هو منهج القُرآن؛ ترغيب وترهيب، رجاء وخوف، جنَّة ونار؛ قال تعالى: ﴿نَبِّئْ عِبَادِي أَنِّي أَنَا الْغَفُورُ الرَّحِيمُ ۝٤٩﴾ [الحجر:49]

### رابعاً: وسطيتهم في باب الأسماء والأحكام
إنَّ أهل السُّنَّة وسطٌ في هذا الباب بين الحروريَّة الخوارج والمعتزلة الذين يسلبون اسمَ الإيمان عن مرتكب الكبيرة، فيُسمِّيه الخوارج كافرًا، ويجعله المعتزلة في منزلةٍ بين المنزلتين، أمَّا في الآخِرة فاتَّفق الفريقان على أنَّ مَن مات على كبيرةٍ لم يتبْ منها أنَّه مخلَّد في النار، وبين المرجئة الجهمية الذين يقولون: إنَّ مرتكب الكبيرة مؤمنٌ كامل الإيمان، وارتكاب الكبائر لا يُؤثِّرُ في الإيمان 
أمَّا أهل السُّنَّة فتوسَّطوا حيث قالوا: مرتكب الكبيرة دون الشرك مؤمنٌ ناقص الإيمان، فلا يُعطي الاسم على الإطلاق، ولا يسلبه على الإطلاق، هذا من حيث الاسم، أمَّا حكمه في الآخِرة فهو تحت مشيئة الله، إنْ شاء غفر له وإن شاء عذَّبه على قدر ذنبه، ثم أخرجه من النار فلا يُخلَّد فيها 

### خامساً: وسطيَّتهم في باب الصحابة
ومن مظاهر وسطيَّة أهل السُّنَّة والجماعة في الاعتقاد أيضًا توسُّطهم في الصحابة - عليهم رضوان الله - بين الخوارج النواصب الذين كفَّروا عليًّا - رضي الله عنه - وطائفة كبيرة من الصحابة، واستحلُّوا دماءهم، وبين الرافضة الذين غلوا في عليٍّ وأهل بيته حتى فضَّلوه على أبي بكر وعمر. 
أمَّا أهل السُّنَّة والجماعة فمنهجهم عدلٌ ووسط مع الصحابة؛ فلم يُكفِّروا أحدا منهم، أو يتبرَّؤوا منهم، بل أنزلوهم منازلَهم التي يستحقُّونها؛ فأحبوهم ووالوهم ودعوا لهم، وترضَّوْا عنهم، ولم يقعوا في أحدٍ منهم أو ينتقصوه، ويعتقدون أنهم خيرُ الناس بعدَ الأنبياء - عليهم الصلاة والسلام - ولم يغلوا في عليٍّ أو غيره، أو يعتقدوا العصمةَ لأحدٍ من الصحابة  فعقيدتهم في الصحابة - عليهم رضوان الله - على وفق قوله - تعالى: ﴿وَالَّذِينَ جَاءُوا مِنْ بَعْدِهِمْ يَقُولُونَ رَبَّنَا اغْفِرْ لَنَا وَلِإِخْوَانِنَا الَّذِينَ سَبَقُونَا بِالْإِيمَانِ وَلَا تَجْعَلْ فِي قُلُوبِنَا غِلًّا لِلَّذِينَ آمَنُوا رَبَّنَا إِنَّكَ رَءُوفٌ رَحِيمٌ ۝١٠﴾ [الحشر:10]

### سادساً: وسطيتهم في الجمع بين الأخذ بالأسباب وبين التوكُّل
ومن مظاهر الوسطيَّة في عقيدة أهل السُّنَّة والجماعة كذلك وسطيَّتهم في الجمع بين التوكُّل على الله وبين الأخذ بالأسباب معاً، على وفق قولِه - صلَّى الله عليه وسلَّم: ((احرِصْ على ما ينفعُك، واستَعِنْ بالله))  ، فقوله: ((احرِصْ على ما ينفعُك)) أمرٌ بكلِّ سببٍ ديني ودنيوي، بل أمرٌ بالجدِّ والاجتهاد فيه نيَّة وهمَّة، وفعل وتدبير.
وقوله: ((واستعِنْ بالله)) أمرٌ بالإيمان بالقضاء والقدر والتوكُّل على الله في جلب المنافع ودفع المضارِّ.
فهم يعتقدون أنَّ التوكُّل لا بُدَّ فيه من الجمع بين الأمرين: فعل السبب، والاعتماد على المسبِّب وهو الله، فمَن عطَّل السبب وزعم أنَّه متوكِّل فهو في الحقيقة متواكل مغرور مخدوع، وفعله هذا ما هو إلا عجزٌ وتضييع وتفريط، ومَن قام بالسبب ناظرًا إليه، معتمدًا عليه، غافلاً عن المسبِّب، معرضًا عنه، فعمله هذا عجزٌ وخذلان، ونهايته ضياع وحرمان «الفوائد المنثورة» (ص35-37).

### سابعاً: وسطيَّتهم في الجمع بين المحبَّة والخوف والرجاء
ومن مظاهر وسطيَّة أهل السُّنَّة في الاعتقاد أيضًا وسطيَّتهم بين الفِرَق في الجمع بين المحبَّة والخوف والرجاء، فلم يغلوا في واحدة منها على حساب الأخرى، بخلاف مَن سواهم من المبتدعة، فالخوارج غلبوا جانبَ الخوف حتى كفَّروا أصحاب الكبائر. 
والمرجئة غلَّبوا الرجاء حتى أقدَمُوا على فعل الكبائر.
والصوفيَّة غلَّبوا جانب المحبَّة حتى تزندَقُوا وقالوا بالحلول والاتِّحاد.
أمَّا أهل السُّنَّة فقد عبدوا الله - تعالى - بالجمع بين هذه الثلاثة: قال بعض السلف: "مَن عبد الله بالحبِّ وحده فهو زنديق، ومَن عبده بالخوف وحده فهو حروري، ومَن عبده بالرجاء وحدَه فهو مرجئ، ومَن عبده بالحبِّ والخوف والرجاء فهو مؤمن موحِّد 

### ثامناً: وسطيَّتهم في باب كرامات الأولياء
الكرامة أمرٌ خارق للعادة يظهره الله - تعالى- لمَن يشاء من عباده المؤمنين، غير مقارن لدعوى النبوَّة، فإنْ لم يكن مقرونًا بالإيمان والعمل الصالح فهو استدراج 
ومن أصول أهل السُّنَّة التصديقُ بكَرامات الأولياء، وما يجري الله على أيديهم من خوارق وعادات في أنواع العلوم والمكاشفات والتأثيرات.
وأنَّ الكشف والكرامة ليسا بحجَّةٍ في أحكام الشريعة المطهَّرة، ولا يمتاز صاحب الولاية والكرامة عن آحاد المسلمين في شيءٍ من الزي والعمل والقول، ولا يختصُّ بالنذر وغيره ممَّا ينبغي لله سبحانه .
فهم وسط في هذا الباب بين المتصوِّفة الذين غلوا في شأن الكرامة، وأفرطوا وتجاوزوا فيها الحدَّ حتى ادَّعوا للأولياء - باسم الكرامة - ما هو من خصائص الله وحدَه، حتى قال بعضهم: إنَّ لله عبادًا لو شاءوا من الله ألا يقيم القيامة لما أقامها .
وبين المعتزلة الذين جفوا في شأن الكرامة وفرَّطوا فيها، ونفوا وقوعها؛ بحجَّة أنَّ الخوارق لو جاز وقوعها من الأولياء لالتبس النبيُّ بغيره؛ إذ الفرق بينهما - عندهم - إنما هو المعجزة، وبنوا على ذلك ألا يجوز ظهور خارقٌ إلا لنبيٍّ .